# اچ‌ام‌سی‌اس سی‌سی-۱
اچ‌ام‌سی‌اس سی‌سی-۱ (به انگلیسی: HMCS CC-1) یک زیردریایی بود که طول آن ۱۴۴ فوت (۴۴ متر) بود. این زیردریایی در سال ۱۹۱۳ ساخته شد.